# Zusters van Onze-Lieve-Vrouw van Tegelen

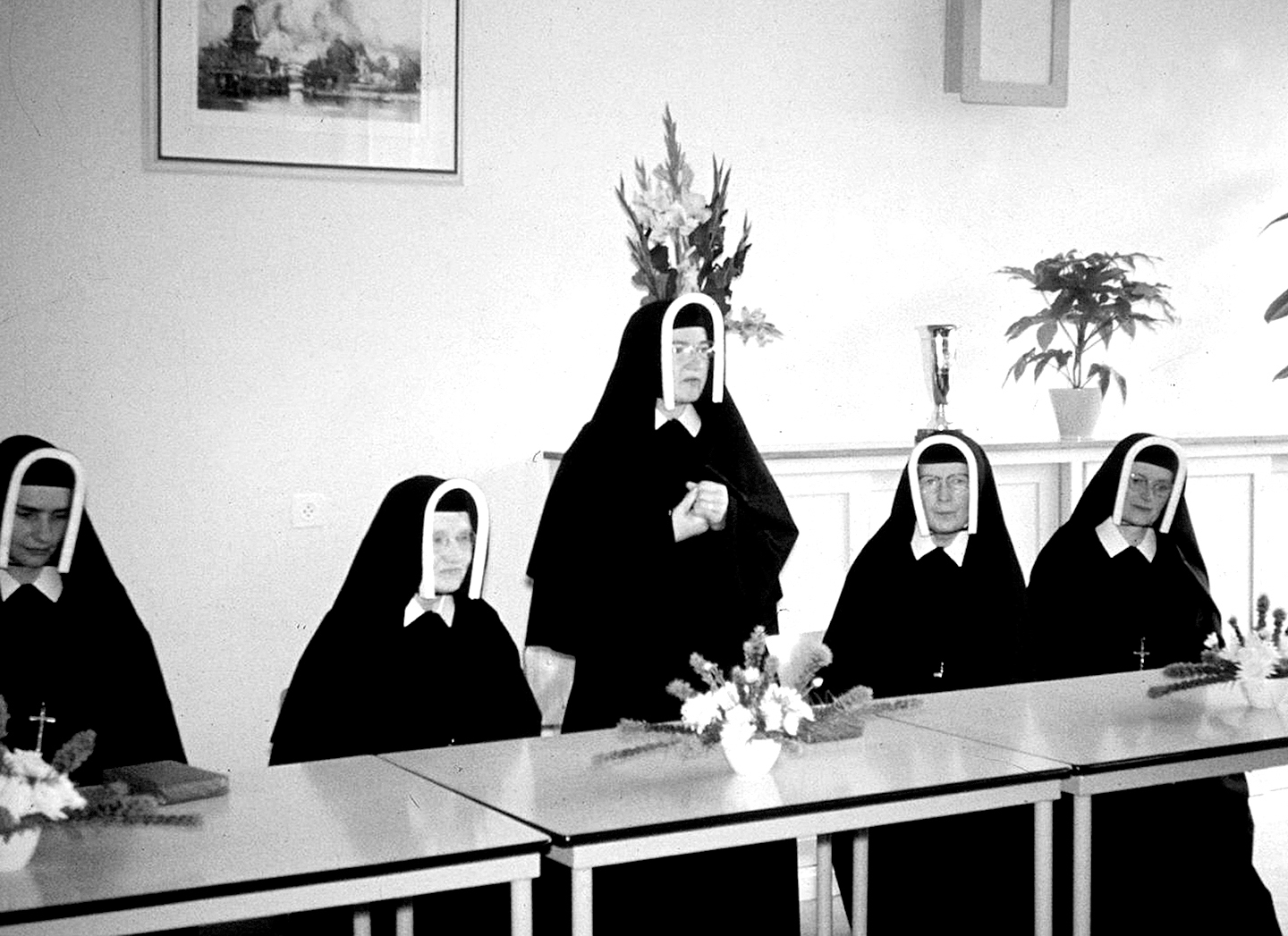
Receptie bij het afscheid van Lauradorp op 30 juli 1961.

De Zusters van Onze-Lieve-Vrouw van Tegelen is een zustercongregatie die haar moederhuis heeft in Tegelen in de Nederlandse provincie Limburg.
In 1850 werd deze congregatie opgericht te Coesfeld door enkele Zusters van Onze-Lieve-Vrouw van Amersfoort, die zich daar gevestigd hadden. Deze Duitse tak groeide uit tot een zelfstandige congregatie, maar in 1877 moest ze Duitsland verlaten, vanwege de Kulturkampf. De zusters vestigden zich aanvankelijk te Wessem. De Duitse zusters keerden, met hun moederhuis, in 1887 terug naar Duitsland. De Nederlandse zusters vormden in 1925 een eigen provincie, en stichtten een moederhuis te Tegelen. In 1938 bezat deze congregatie 15 huizen.
Het generalaat van de congregatie bevond zich sedert 1887 te Mulhouse en vanaf 1946 te Rome.
De zusters wijdden zich onder meer aan het missiewerk. Ze waren vanaf 1938 actief in midden-Java en Papoea-Nieuw-Guinea. In 1961 werd Indonesië een zelfstandige provincie.
Naast het missiewerk is of was de congregatie actief in de gezondheidszorg, bejaardenzorg, onderwijs, internaten en weeshuizen. In Nederland onder meer in Ubach over Worms, Hoensbroek, Margraten en Hoek van Holland.